# Tcharhan
Tcharhan est un village de la région de Şamaxı en Azerbaïdjan.

## Géographie
Le village de Tcharhan de la région de Şamaxı est situé dans la circonscription administrative du village de Tcharhan.

## Économie
La principale occupation de la population du village est l'agriculture et l'élevage.

## Population
Selon les statistiques de 2009, la population du village est de 2599 personnes.

## Culture
Il y a une mosquée dans le village.